# Система централізованого теплопостачання
Систе́ма централізо́ваного теплопоста́чання— сукупність джерел теплової енергії потужністю понад 20 Гкал/год, магістральних та місцевих (розподільчих) теплових мереж. Обслуговується теплосервісною організацією.
В централізованій системі теплопостачання тепло виробляється в якомусь центрі, наприклад, в центральній котельній, передається теплоносію, а теплоносій, після переміщення трубопроводами, передає тепло нагрівальним приладам, встановленим в окремих помешканнях.
Теплоносій, віддавши тепло через нагрівальні прилади повітрю помешкання, повертається трубопроводами до котла, де його знов нагрівають і він продовжує свій шлях. Як теплоносій у системах централізо́ваного теплопоста́чання зазвичай використовують воду або водяну пару.

## Розуміння централізованого теплопостачання
Централізоване теплопостачання давно є основним методом постачання теплоносіїв у багатоквартирні будинки в Україні. Ринок централізованого теплопостачання, насамперед, складається з комунальних підприємств, які виробляють, транспортують та постачають теплову енергію, надаючи послуги з опалення житлових будинків та гарячого водопостачання.
Більшість населених пунктів України мають змішану схему теплопостачання, яка може включати кільцеві, радіальні, автономні та індивідуальні системи .
У більшості міст України ці послуги надаються комунальними підприємствами (природними монополіями).